# جان-لويس بودري
جان-لويس بودري هو شخصية أعمال وسياسي كندي، ولد في 27 مارس 1809 في ماسكوش، كيبك في كندا، وتوفي في 25 يونيو 1886 في مونتريال في كندا. نشط حزبياً في Conservative Party of Quebec (historical) ‏. وقد انتخب عمدة مونتريال ‏ (1881 – 1885) وانتخب عمدة مونتريال ‏ (1877 – 1879) وانتخب عمدة مونتريال ‏ (1862 – 1866).